# 紅八十八師政治部舊址
中國工農紅軍第四方面軍三十軍八十八師政治部舊址位於四川省達州市通川區蒲家鎮文昌宮社區農貿街，文物遺址年代判定為1933年。2012年7月16日公佈為第八批四川省文物保護單位。座西北向東南，面積1360平方米，硬山式穿鬥磚木結構建築。現存原建築房屋十問及一戲樓。1928年達縣蒲家場公立女子小學設立於此，由于名聲任校長。1928年春，中共達縣蒲家支部成立。1933年紅四方面軍佔領蒲家，第三十軍八十八師在此設立了政治部。2001年，紅三十軍八十八師政治部舊址被達州市人民政府公佈為市級文物保護單位。